# Inger (Lohmar)
Inger ist ein Stadtteil von Lohmar im Rhein-Sieg-Kreis in Nordrhein-Westfalen. Bis 1969 war Inger eine eigenständige Gemeinde.

## Geographie
Inger liegt im südöstlichen Lohmar. Umliegende Ortschaften und Weiler sind Fischburg im Norden, Bich, Birkhof, Hove und Hagen im Nordosten, Birk und Hochhausen (zu Neunkirchen-Seelscheid) im Osten bis Südosten, Heide und Albach im Süden sowie Krölenbroich, Lohmarhohn und Algert im Westen.
In Inger entspringt der Kierbach, ein linker Nebenfluss des Jabaches. Dieser entspringt im Jabachtal zwischen Krahwinkel und Winkel.

## Gemeinde Inger
Die ehemalige Honnschaft Inger gehörte vom 14. Jahrhundert an bis zum Beginn des 19. Jahrhunderts zum Amt Blankenberg im Herzogtum Berg. Von 1806 bis 1814 war Inger Teil der Mairie Lohmar im Arrondissement Siegburg, später im Arrondissement Mülheim am Rhein, das dem Département Rhein zugeordnet war. Nach den auf dem Wiener Kongress getroffenen Vereinbarungen kam das Rheinland zum Königreich Preußen. Die Gemeinde Inger wurde der Bürgermeisterei Lohmar (ab 1927 Amt Lohmar) im Kreis Siegburg (ab 1825 Siegkreis) im Regierungsbezirk Köln zugeordnet.
Nach einer Statistik aus dem Jahre 1888 gehörten zur Gemeinde Inger die Ortschaften (damalige Schreibweise): Albach, Algert, Bich, Birk, Breidenbach, Freiheit, Hagen, Heide, Hove, Inger, Kröhlenbroich, Neuenhaus und Winkel. In einem Adressbuch aus dem Jahre 1901 wurde zusätzlich noch die Ortschaft Franzhäuschen (ein Haus) angegeben.
Im Jahr 1885 hatte die Gemeinde 666 Einwohner, die in 154 Häusern lebten. Die Einwohner gehörten ausnahmslos dem katholischen Glauben an. Die Gemarkung der Gemeinde betrug 707 ha davon waren 422 ha Ackerland, 54 ha Wiesen und 179 ha Wald.
Zum 1. August 1969 wurde das Amt Lohmar, zu dem die Gemeinde Inger bis dahin verwaltungsmäßig gehörte, im Rahmen der kommunalen Neugliederung des Raumes Bonn (Bonn-Gesetz) aufgelöst und die Gemeinde Inger in die neu gebildete amtsfreie Gemeinde Lohmar eingegliedert.

### Einwohnerentwicklung
| Jahr | Einwohner |
| ---- | --------- |
| 1816 | 691       |
| 1843 | 787       |
| 1871 | 726       |
| 1905 | 662       |
| 1961 | 1263      |

Quelle: Volkszählungen 1816 bis 1970

## Verkehr
- Inger liegt an der Kreisstraße 13.
- Der Ort gehört zum Tarifgebiet des Verkehrsverbund Rhein-Sieg (VRS).